# Amastus vitripennis
Amastus vitripennis är en fjärilsart som beskrevs av George Francis Hampson 1920. Amastus vitripennis ingår i släktet Amastus och familjen björnspinnare. Inga underarter finns listade i Catalogue of Life.